# Mozilla Add-ons
Mozilla Add-ons è il sito ufficiale di Mozilla Foundation che raccoglie i componenti aggiuntivi per i software del progetto Mozilla inclusi il browser Firefox, il programma per la posta elettronica Thunderbird, la raccolta Seamonkey, ed il calendario Sunbird. I componenti aggiuntivi presenti su Mozilla Add-ons includono estensioni, temi grafici, dizionari e plug-in.
Mozilla Add-ons propone strumenti completi per la gestione dei componenti aggiuntivi tra cui:
- Gestione di tutte le versioni rilasciate
- Controllo di compatibilità con i software Mozilla
- Spazi di comunicazione tra gli utenti registrati
- Supporto multi-lingua per le pagine e per le descrizioni